# John Galley
John Edward Galley (sinh ngày 7 tháng 5 năm 1944 ở Clowne, Derbyshire) là một cựu cầu thủ bóng đá người Anh ghi 149 bàn thắng trong 409 trận ở Football League thi đấu ở vị trí tiền đạo cho Wolverhampton Wanderers, Rotherham United, Bristol City, Nottingham Forest, Peterborough United và Hereford United trong thập niên 1960 và 1970. Ông là một phần của Hereford United vô địch Third Division năm 1976. Sau 14 mùa giải ở Football League, ông xuống bóng đá non-league thi đấu cho Telford United.
Các anh em của Galley, Gordon và Maurice Galley cũng thi đấu ở Football League.